# Oberhausen (België)
Oberhausen is een gehucht in de Duitstalige gemeente Burg-Reuland in de Belgische provincie Luik. Het gehucht telt enkele tientallen inwoners.

## Ligging
Oberhausen ligt aan het riviertje de Our. De Our is op dit punt de grensrivier tussen België en Duitsland. Aan de overkant van de grens ligt het Duitse dorpje Welchenhausen.

## Bezienswaardigheden
Vlak buiten het dorp, op de weg naar Ouren, is de zogenaamde "Riddersprong" te vinden. Vanaf deze rots sprong, volgens de middeleeuwse legende, een ridder met zijn paard in de rivier om samen met zijn minnares aan zijn achtervolgers te ontkomen.
Aan de noordzijde van het dorp staat het Slot Oberhausen.

## Nabijgelegen kernen
Ouren, Leithum, Welchenhausen, Weweler